# Alicia M. Soderberg
Pour les articles homonymes, voir Söderberg.
Alicia Margarita Soderberg, née le 18 août 1977 à Boston et morte le 26 janvier 2025 à Barnstable (Massachusetts), est une astrophysicienne américaine qui est professeur adjoint en astronomie à l'Université Harvard, anciennement titulaire d'une bourse postdoctorale au Harvard-Smithsonian Center for Astrophysics, et dont les recherches portent sur les supernovae.

## Biographie
Née à Boston en 1977, Soderberg grandit à Falmouth, Massachusetts, à Cap Cod, où elle fréquente le lycée de Falmouth. À proximité de son lycée, elle suit pendant plusieurs étés les cours au sein de l'Institut océanographique de Woods Hole, y étudiant l'effet de la pollution de l'eau sur les étangs côtiers. Elle fréquente le Bates College, où elle obtient sa licence en sciences en 2000, majorant en mathématiques et en physique ; elle participe pendant l'été à des programmes au Harvard-Smithsonian Center for Astrophysics, à l'observatoire national Kitt Peak en Arizona, à l'observatoire interaméricain du Cerro Tololo, au Chili, au radiotélescope d'Arecibo à Porto Rico et au laboratoire national de Los Alamos au Nouveau-Mexique. Elle obtient une maîtrise en sciences à l'Université de Cambridge, en mathématiques appliquées. Elle obtient son doctorat en Astrophysique du California Institute of Technology sous la direction de son directeur de thèse Shrinivas Kulkarni, où elle exploite pour sa thèse les données recueillies auprès de l'observatoire Palomar et du radio télescope Karl G. Jansky Very Large Array afin de mieux comprendre les sursauts de rayons gamma et les effondrements des noyaux supernovæ de type Ib et Ic.
Elle est la lauréate 2009 du Prix d'astronomie Annie J. Cannon.

## Recherches
Le 18 février 2006, Soderberg est membre d'un groupe de chercheurs qui détectent le rayonnement gamma GRB 060218 provenant d'un amas situé à 440 millions d'années-lumière (135 Mpc) dans la constellation de Bélier. La détection de la supernova SN2006aj associée au rayonnement a fourni la meilleure preuve à ce jour qui établit le lien entre les sources de rayons gamma et les supernovae.
Soderberg et ses collègues détectent la supernova SN 2008D, telle qu'elle fut visible le 9 janvier 2008, en utilisant les données du télescope spatial à rayons X Swift Gamma-Ray Burst Mission de la NASA. L'objet est issu d'une étoile de la galaxie spirale NGC 2770 à 88 millions d'années-lumière (27 Mpc). Ils alertent à ce moment huit autres observatoires spatiaux et terrestres pour enregistrer l'événement,. L'équipe parvient à capturer la supernova en action en profitant des observations de NGC 2770 réalisées simultanément pour observer une autre supernova, l'objet SN 2007uy.